# الإمبراطور: معركة كثيب
الإمبراطور: معركة كثيب (بالإنجليزية: Emperor: Battle for Dune)‏ هي لعبة فيديو استراتيجية الوقت الحقيقي، أصدرتها ويستوود ستوديوز في يونيو 2001. وهي مبنية على عالم الخيال العلمي كثيب لفرانك هربرت. وهي تتبع سابقتيها، كثيب 2 وكثيب 2000. في حين أن كثيب 2 كانت قصة مميزة عن كثيب، وكانت كثيب 2000 إعادة إنتاج لكثيب 2، فإن الإمبراطور: معركة كثيب هي تكملة مباشرة للألعاب السابقة. على وجه الخصوص، إنها تكملة لكثيب 2000، حيث تستمر من حيث انتهت، مع عودة العديد من الشخصيات والممثلين. مثل كثيب 2000 والعديد من ألعاب ويستوود الأخرى التي سبقتها، تتميز الإمبراطور بمشاهد سينمائية حية تم تصويرها مع ممثلين.

## وصلات خارجية
- الإمبراطور: معركة كثيب على موبي غيمز (بالإنجليزية)
- الإمبراطور: معركة كثيب على Dune2K.com (بالإنجليزية)
- الموقع الرسمي (مؤرشف) (بالإنجليزية)